# Harry Kiers
Harry Kiers (18 juni 1960), is een voormalige Nederlandse langebaan- en marathonschaatser. 

## Carrière
Kiers behaalde zijn grootste succes op 20 januari 1987 met een overwinning in de natuurijsklassieker de Noorder Rondritten.

## Resultaten
| jaar | Noorder Rondritten |
| ---- | ------------------ |
| 1987 | Goud               |

## Persoonlijke records
Kiers bereikte de volgende persoonlijke records:
| Afstand      | Tijd     | Datum            | Baan       |
| ------------ | -------- | ---------------- | ---------- |
| 500 meter    | 41,4     | 25 november 1984 | Assen      |
| 1000 meter   | 1.21,8   | 28 november 1984 | Inzell     |
| 1500 meter   | 2.03,7   | 27 december 1984 | Inzell     |
| 3000 meter   | 4.27,00  | 28 december 1984 | Inzell     |
| 5000 meter   | 7.38,1   | 4 februari 1986  | Assen      |
| 10.000 meter | 14.57,45 | 17 december 1987 | Heerenveen |